# Alexander Godfrey
Alexander Godfrey (c. 1756 – 1803) fue un corsario británico del siglo XVIII durante la Guerra de la Segunda Coalición contra Francia y España.
Godfrey nació en Chatham, Massachusetts en c.1756, y luego se mudó a Nueva Escocia. En 1791 se casó con Phoebe West.
Para 1800, Gran Bretaña estaba en guerra con Francia y España, los cuales tenían una importante presencia marítima comercial y naval en las Américas. Godfrey obtuvo una patente de corso para servir como corsario para Gran Bretaña y se hizo a la mar al mando de Rover, un bergantín de 14 cañones. En 1800, posiblemente en compañía de otros barcos, Rover encontró y derrotó a tres barcos de guerra españoles; en reconocimiento a lo cual se le ofreció a Godfrey una comisión de la Royal Navy. Posteriormente, Godfrey pagó 850 libras esterlinas para comprar uno de los barcos españoles cuando se vendió como botín, luego lo navegó en Halifax, Nueva Escocia para revenderlo a 1000 libras esterlinas.
Godfrey murió de fiebre amarilla en Jamaica en 1803. Su única hija, Ruth, que murió de quemaduras, está enterrada en Liverpool, el cementerio histórico de Nueva Escocia .